# Нитрид лютеция
Нитрид лютеция — бинарное неорганическое соединение
лютеция и азота с формулой LuN,
чёрные кристаллы,
реагирует с водой.

## Получение
- Нагревание компактного металла в атмосфере азота с примесью водорода (реакция идёт через образование гидрида лютеция) под давлением:

{\displaystyle {\mathsf {2Lu+N_{2}\ {\xrightarrow {500-600^{o}C,2-3bar,H_{2}}}\ 2LuN}}}
- Пропускание азота через постепенно нагреваемую амальгаму лютеция:

{\displaystyle {\mathsf {2Lu+N_{2}\ {\xrightarrow {330-1050^{o}C,Hg}}\ 2LuN}}}

## Физические свойства
Нитрид лютеция образует чёрные кристаллы
кубической сингонии,
пространственная группа F m3m,
параметры ячейки a = 0,4766 нм, Z = 4.